# Іспансько-марокканська війна (1859—1860)
Іспансько-марокканська війна (1859—1860), також відома як Перша марокканська війна (ісп. Primera Guerra de Marruecos), Тетуанська війна або ж (в іспанській історіографії) Африканська війна (ісп. La Guerra de África) — збройний конфлікт між Іспанією та Марокко за часів правління королеви Ізабелли II, що тривав від 22 жовтня 1859 до 26 квітня 1860 року. Завершилась укладенням мирного договору в Вад-Расі. Приводом для війни став інцидент у передмісті Сеути.

## Передумови
Міста Сеута й Мелілья, що належали Іспанії від 1840, року зазнавали постійних нападів з боку озброєних марокканських угруповань. Невдовзі до того додались переслідування й напади на іспанські загони, що дислокувались у різних пунктах Північного Марокко. Ті атаки армія негайно відбивала, втім під час просування іспанських військ углиб Марокко вони повторювались знову.
Коли в серпні 1859 року марокканці здійснили напад на іспанський загін, що здійснював охорону робітників, які ремонтували різні прикордонні форти, генерал Леопольдо О'Доннелл, тогочасний голова уряду, зажадав від марокканського султана покарати агресорів. Однак того не сталось. Після цього О'Доннелл вніс пропозицію про оголошення Марокко війни, отримавши схвалення французького й англійського урядів.

## Перебіг бойових дій
О'Доннелл розділив експедиційну армію на три корпуси, командування над якими отримали генерали Хуан Савала де ла Пуенте, Антоніо де Рос Алано і Рамон де Ечаго. Резервні війська перебували під командуванням генерала Жоана Прима. Командувачем флоту став адмірал Секундо Діас Ерреро.
Метою війни було проголошено взяття Тетуана й порту Танжер. 17 грудня 1859 року почались бойові дії: колона солдат під командуванням Хуана Савали зайняла Сьєрра-де-Булонес. За два дні Ечаго захопив палац у Сералі, а О'Доннелл особисто очолив війська, що висадились у Сеуті 21 грудня. За кілька днів три армійських корпуси зміцнили свої позиції й очікували початку наступу на Тетуан. 1 січня 1860 року генерал Прим підійшов до гирла річки Уад-ель-Джалу, щоб підтримати фланг генерала Савали та флот, що атакував сили противника, які перебували неподалік від берега. Сутички тривали до 31 січня, при чому марокканці одного разу навіть перейшли в наступ; після того О'Доннелл розпочав наступ на Тетуан із загоном каталонських добровольців. Він отримав прикриття на флангах з боку загонів генералів Роса Алано та Прима. Артилерійський вогонь накрив марокканські війська до того, як вони встигли сховатись у стінах Тетуана, який здався 6 лютого.
Наступною метою був Танжер. Армія була підсилена баскськими добровольцями, багато з яких були карлістами, які висадились у числі 10 000 вояків на марокканському узбережжі впродовж лютого. Вони завершили формування сил, достатніх для того, щоб розпочати вирішальний наступ 11 березня. 23 березня відбулась битва при Вад-Расі, поразка в якій змусила марокканського воєначальника Мулая-Аббаса прохати про мир. Після 32-денного періоду перемир'я 26 квітня в Тетуані було підписано Вад-Расський договір.

## Наслідки
Відповідно до умов Вад-Расського договору Іспанія «навіки» розширювала свої володіння навколо Сеути й Мелільї; марокканці припиняли нальоти на ті міста; Марокко визнавало суверенітет Іспанії над островами Чафарінас; Марокко сплачувало Іспанії контрибуцію в 100 мільйонів песет. Окрім того, Марокко передавало Іспанії у володіння прибережну територію Сіді-Іфні на південному заході країни з правом Іспанії вести риболовлю в тому регіоні. Тетуан залишався під тимчасовим контролем іспанської адміністрації до тих пір, поки султанський уряд не виплатить Іспанії всю контрибуцію.